# Setor de Embaixadas Norte
O Setor de Embaixadas Norte (SEN) é um setor localizado na Asa Norte, em Brasília, voltados a representações de outros países. É consideravelmente menor e de ocupação mais recente que seu equivalente na Asa Sul, o Setor de Embaixadas Sul (SES).  

## História

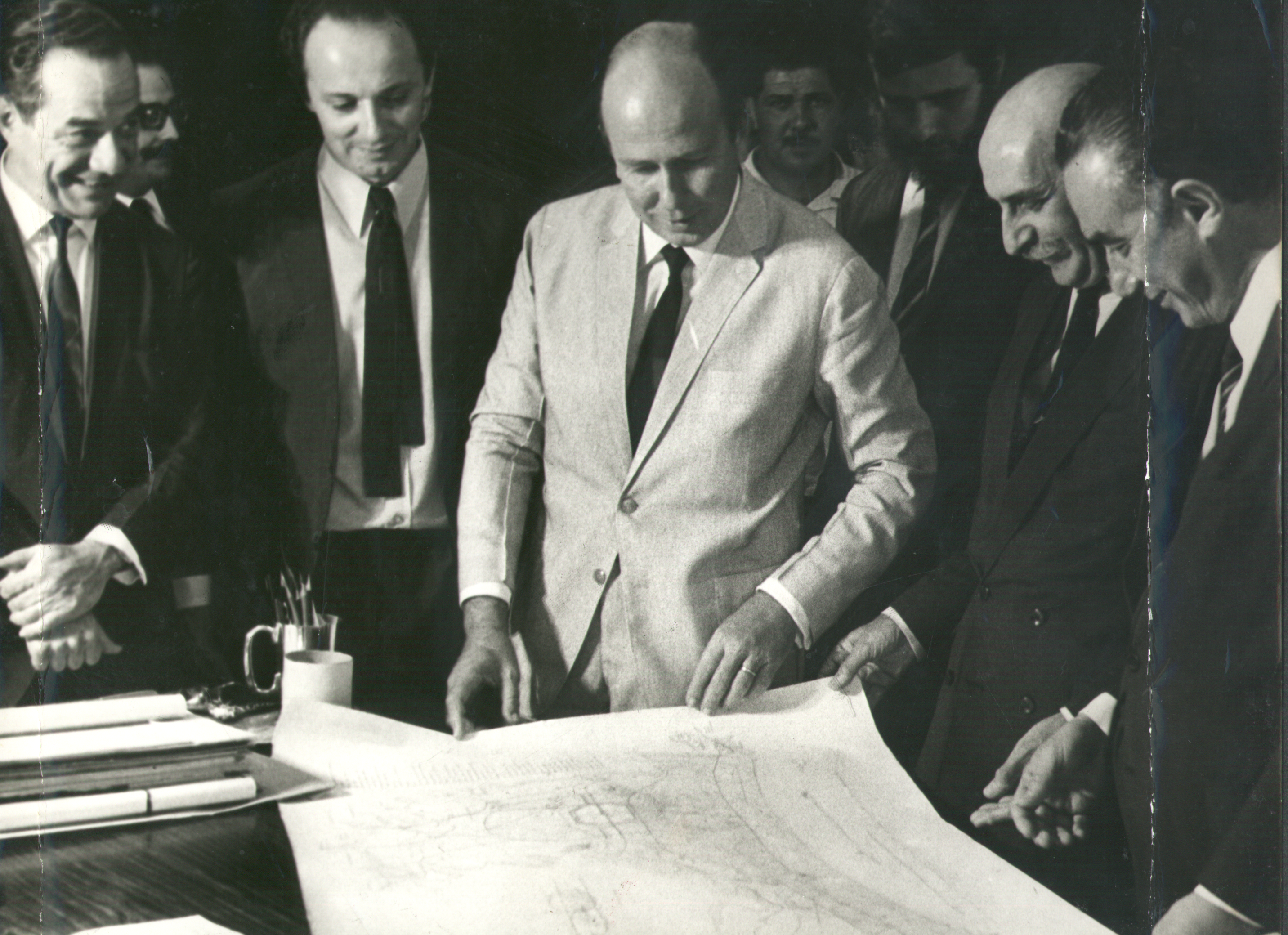
O projeto de Lúcio Costa (imagem) dividiu Brasília em setores multifuncionais.

Em janeiro de 1958, a Novacap passou a ceder, gratuitamente, terrenos no Setor de Embaixadas Sul para atrair mais rapidamente as embaixadas para a nova cidade. As nações que escolheram primeiro ficaram com os melhores terrenos, sendo que havia um segundo setor previsto para as representações estrangeiras na cidade. O Setor das Embaixadas Norte é bem menor que o seu equivalente na Asa Sul, onde o setor vai até o extremo - aqui, boa parte ficou para o Campus Darcy Ribeiro, da Universidade de Brasília.
Pelo projeto do Plano Piloto e de acordo com a legislação em vigência, os terrenos dessa região são de uso exclusivo das representações diplomáticas. Devido ao fato de muitos dos terrenos permanecerem vagos e o setor ficar em uma área valorizada, há interesse imobiliário na área, mas devido ao tombamento do Conjunto Urbanístico de Brasília, as propostas de abertura da área para outros usos não vingam.

## Quadras
O SEN é formado por 31 lotes de 25 mil metros quadrados, com onze deles em uso atualmente e vinte ainda vagos. Sete dos lotes ocupados são subutilizados, segundo a Terracap. São prédios de alturas baixas, preservando a escala bucólica prevista no Plano de Lúcio Costa e no tombamento pela Organização das Nações Unidas para a Educação, a Ciência e a Cultura (UNESCO), e com importantes e variados exemplares de arquitetura internacional. Além das embaixadas, ficam ali sedes de organismos internacionais como a Organização Internacional do Trabalho (OIT) e a sede do Banco Interamericano de Desenvolvimento (BID). Para além de suas funções protocolares, muitas das embaixadas também promovem eventos sociais e culturais relacionados a suas culturas nacionais.
As embaixadas no SEN são:
- Embaixada da Armênia
- Embaixada da Nigéria
- Embaixada das Filipinas
- Embaixada da Romênia
- Embaixada da Síria
- Embaixada da Costa do Marfim
- Embaixada da Bulgária
- Embaixada do Egito
- Embaixada da Coreia do Sul
- Embaixada do Senegal
- Embaixada da Autoridade Palestina

Outros órgãos incluem:

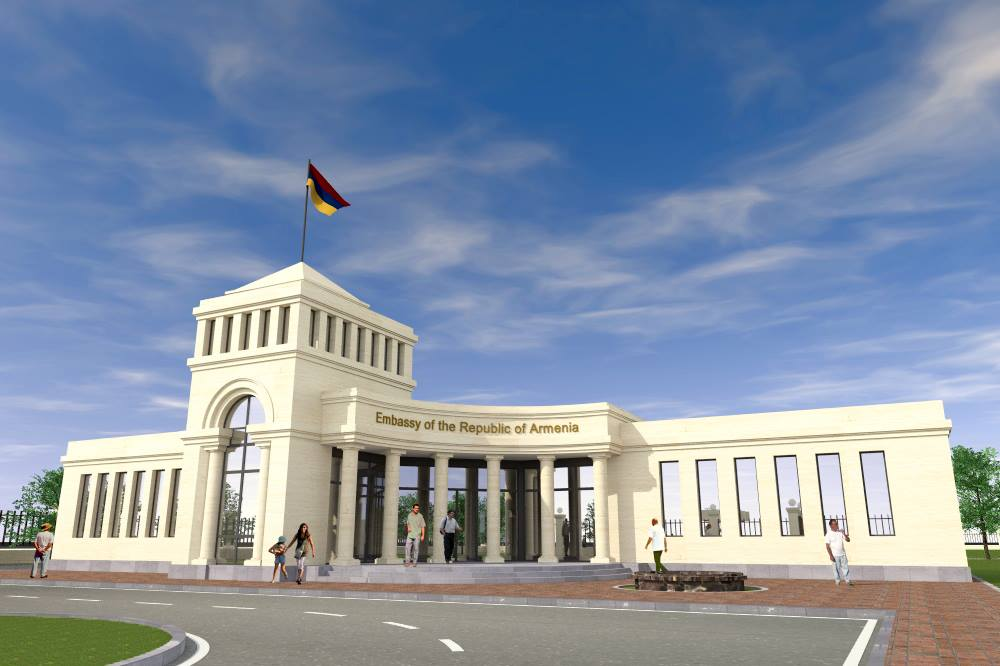
A Embaixada da Armênia.

- Organização Pan-Americana da Saúde (OPAS)/Organização Mundial da Saúde (OMS)
- Organização Internacional do Trabalho (OIT)
- Banco Interamericano de Desenvolvimento (BID)